# 東京むさし農業協同組合
東京むさし農業協同組合（とうきょうむさしのうぎょうきょうどうくみあい、通称JA東京むさし）は、東京都小金井市に本店を置く農業協同組合である。

## 沿革
- 1998年（平成10年）4月1日 - 三鷹市、武蔵野市、小金井市、国分寺市、小平市の5農協が合併して発足。

## 事業地域
- 三鷹市
- 武蔵野市
- 小金井市
- 国分寺市
- 小平市

## 事業内容
- 指導事業
- 金融事業
- 利用事業
- 購買事業
- 販売事業
- 資産管理事業
- 信用事業
- 共済事業

## 本支店

### 本店
- 本店（〒184-0015　東京都小金井市貫井北町1丁目10-1）

### 支店
三鷹地区
- 三鷹支店（〒181-0004　東京都三鷹市新川6丁目36-38）
- 東三鷹支店（〒181-0004　東京都三鷹市新川5丁目10-6）
- 西三鷹支店（〒181-0016　東京都三鷹市深大寺1丁目8-15）

武蔵野地区
- 武蔵野支店（〒180-0013　東京都武蔵野市西久保1丁目18-10）

小金井地区
- 小金井支店（〒184-0012　東京都小金井市中町4丁目16-22）

国分寺地区
- 国分寺支店（〒185-0014　東京都国分寺市東恋ヶ窪4丁目23-8）
- 新町支店（〒185-0004　東京都国分寺市新町2丁目11-3）

小平地区
- 小平支店（〒187-0032　東京都小平市小川町2-1343-1）
- 鈴木町支店（〒187-0011　東京都小平市鈴木町2-619-6）

### 関連事業所
- 三鷹緑化センター（〒181-0014　東京都三鷹市新川6丁目30-22）
- 武蔵野新鮮館（〒180-0013　東京都武蔵野市西久保1丁目18-10）
- 国分寺ファーマーズ・マーケット（〒185-0014　東京都国分寺市東恋ヶ窪4丁目23-8）
- 小平ファーマーズ・マーケット（〒187-0032　東京都小平市小川町2-1827）
- 小金井ファーマーズ・マーケット（〒184-0012　東京都小金井市中町4-16-22）

## 主な産物

### 野菜
- ウド（国分寺市、武蔵野市）
- ブロッコリー（三鷹市など）
- カリフラワー（三鷹市など）
- キャベツ（小平市、三鷹市など）
- ダイコン
- ホウレンソウ
- コマツナ
- エダマメ
- スイートコーン
- サトイモ
- バレイショ
- 馬込半白胡瓜（国分寺市）
- 江戸東京野菜（小金井市）

### 果樹
- ナシ（小平市）
- ブドウ（武蔵野市、小平市など）
- キウイフルーツ（三鷹市など）
- ブルーベリー（小平市など）
- カキ
- クリ
- ウメ

### 花
- ポインセチア（国分寺市）
- 花壇苗
- カジュアルフラワー

### 植木
- ハナミズキ（国分寺市、小金井市など）
- コニファー類（国分寺市、小金井市など）
- もみじ・かえで（国分寺市）

### 畜産
- 烏骨鶏卵

## 地域の農産物の加工品
- キウイフルーツワイン（三鷹市果樹組合）
- “にごりや”の季節のジャム（小平産の野菜・果実使用）
- “にごりや”のシフォンケーキ（小平産の野菜・果実使用）
- 馬込半白胡瓜の漬け物（国分寺産直センター）

## 刊行物
- 折込情報誌「むさし」（隔月刊行）

## その他
- マスコットキャラクターは、カワセミをモチーフにした「ムーちゃん」とガールフレンドの「サッちゃん」 (PDF) 。
- 毎年秋に農業祭を各地域のイベントで開催しており、各イベントにおいて、地元産の農作物で宝船を作って展示するのが名物。
- 「東京むさし音頭」[1]というオリジナルの音頭があり、エリア内各地域の夏祭りの盆踊りでよく使用される。作詞はエリア内居住者からフレーズを募集して作成し、作曲は久米大作が担当。歌は浪曲師の国本武春が[2]むさしJA太郎（むさしジャたろう）名義で担当していた。
- 金融事業では、農業協同組合の特徴を生かして収穫体験特典付定期積金を実施している。その第1弾として「じゃがいも積金」を2008年（平成20年）4月1日〜12月30日まで実施した。以降、2009年（平成21年）から2012年（平成24年）まで「ブルーベリー積金」を3回実施したほか、以後も数年おきにタイトルを変更しながら実施している。